# Götterspeise
La Götterspeise (dal tedesco "cibo degli dei" o "ambrosia") è un budino di gelatina di frutta tedesco. La Götterspeise viene servita con ingredienti dolci a piacere fra cui panna montata, creme e composte dolci, cioccolata, pan di Spagna o pumpernickel (un pane di segale tedesco). Questo dolce è reperibile in vari punti vendita e nei supermercati tedeschi.
Una variante della Götterspeise è la Verschleiertes Bauernmädchen ("ragazza contadina velata"), che alterna strati di gelatina ad altri con passato di mele.